# Beit Iksa
Beit Iksa (àrab: بيت إكسا, Bayt Iksā) és una vila palestina de la governació de Jerusalem, a Cisjordània, situada 6 kilòmetres al nord-oest de Jerusalem, a 775-800 metres sobre el nivell del mar. Segons l'Oficina Central Palestina d'Estadístiques tenia 2.215 habitants el 2016, dels quals el 80% són refugiats palestins. Segons els Acords d'Oslo II de 1995 es troba en "Àrea B", pel qual els afers civils es troben sota control de l'Autoritat Nacional Palestina mentre que els de seguretat són en mans de les Forces de Defensa d'Israel. La vila és envoltada totalment pel Mur de Cisjordània i als palestins se'ls nega l'accés a través del lloc de control d'Israel. El 2014, les autoritats militars israelianes van anunciar que confiscarien uns altres 3.167 acres de terres de Beit Iksa, deixant el municipi, segons el cap del poble, Saada al-Khatib, com una presó de 2.500 dúnams.
Beit Iksa conté dues escoles primàries dirigides per l'Autoritat Nacional Palestina. Els estudiants que assisteixen a l'escola secundària viatgen a Jerusalem o ciutats properes per rebre educació.

## Història
Beit Iksa es troba en una de les rutes històriques que van unir la plana costanera mediterrània amb Jerusalem, i la seva existència està confirmada des del segle V aC. Un nom alternatiu per al lloc era Umm el-'Ela. Durant les croades la vila era coneguda com a Jenanara segons els seus habitants.

### Època otomana
En 1517 la vila va ser incorporada a l'imperi otomà amb la resta de la Síria otomana i en 1596 va aparèixer als registres fiscals sota el nom de Bayt Kisa, situada a la nàhiya de Jerusalem en el sanjak del mutasarrifat de Jerusalem. Tenia una població de 79 habitatges, tots els musulmans i pagava impostos sobre blat, ordi, oliveres, vinyes, fruiters, hort, cabres o abelles, i una premsa per a olives o raim.
En 1841 un líder local (nāzir), Abd al-Qadir al-Khatib, va construir un castell otomà situat al sud del poble, mentre que un dels seus germans va construir una versió més petita cinc anys més tard. En 1863 l'explorador francès Victor Guérin va visitar la vila i va dir que tenia 300 habitants. Va assenyalar que els voltants es conreaven amb vinyes i oliveres. Una llista de pobles otomans de l'any 1870 va mostrar que "Bet Iksa" tenia 70 cases i una població de 147, tot i que el recompte de població només incloïa homes. Segons Charles Simon Clermont-Ganneau, li van informar en 1874 que els habitants pertanyien a la tribu Beni Zeid i que el poble abans havia estat anomenat Umm el Ela.
En 1883 el Survey of Western Palestine (SWP) del Fons per a l'Exploració de Palestina la va descriure com un «poble de grandària moderada, amb cases de pedra i un pou al nord, a prop del qual es troba un arbre sagrat per un profeta desconegut, Nabī Leimûun. Hi ha unes poques oliveres al voltant del poble.»
Al voltant de 1896 es va estimar que la població de Beit Iksa era d'uns 714 persones.

### Mandat Britànic de Palestina
En el cens de Palestina de 1922, dut a terme per les autoritats del Mandat Britànic "Bait Iksa" tenia 791 musulmans, incrementats en el cens de 1931 a una població de 1.003, en 221 cases.
En 1945, Beit Iksa tenia 1.410, tots musulmans, amb 8,179 dúnams de terra, segons un cens oficial de terra i població. D'aquests, 1,427 dúnams eren plantacions i terra de rec, 2,690 usats per a cereals, mentre 43 dúnams eren sòl edificat.

### Després de 1948
L'abril del 1948, la major part dels pobladors van fugir després de la caiguda de Deir Yassin i l'Haganà va entrar al poble destruint molts edificis. Després de la Guerra araboisraeliana de 1948 i els acords d'armistici de 1949, Beit Iksa va quedar sota un règim d'ocupació jordana. Des de la Guerra dels Sis Dies en 1967, Beit Iksa ha romàs sota ocupació israeliana. El 93% està sota control militar israelià i més de la meitat de la terra està fora dels límits del Mur de Cisjordània. La majoria de la població actual va arribar al poble com a refugiada a la regió després de la Guerra dels Sis Dies, quan els seus habitants van ser obligats a fugir. El novembre de 2014, les autoritats israelianes van donar una notificació al poble, declarant la intenció de confiscar 12,852 dúnams (3,176 acres) de les seves terres, incloses les àrees de Haraeq al-Arab, Thahr Biddu, Numus i Khatab. La raó donada per l'expropiació és que la terra es requerida "amb finalitats militars". Als propietaris de terres se'ls va donar fins al 31 de desembre de 2017 per quedar-se a les seves terres.
Alguns assentaments israelians com el de Ramot han estat construïts amb 1,500 dúnams (371 acres) de terra de la vila, i segons l'alcalde del poble, l'ordre va arribar després que el govern d'Israel anunciés plans per construir 244 unitats d'habitatge a Ramot.